# La Mouche
 La Mouche  es una población y comuna francesa, situada en la región de Baja Normandía, departamento de Mancha, en el distrito de Avranches y cantón de La Haye-Pesnel.

## Demografía
| 205 | 201 | 192 | 153 | 135 | 148 |
| Para los censos de 1962 a 1999 la población legal corresponde a la población sin duplicidades (Fuente: INSEE [Consultar]) |     |     |     |     |     |